# Robert Schaab
Robert Schaab (* 28. Februar 1817 in Rötha bei Leipzig; † 18. März 1887 in Leipzig) war ein deutscher Organist und Musikwissenschaftler.

## Leben und Werk
Nach einer ersten Anstellung 1834 an der Stadtschule Borna wurde er 1835 Lehrer in Lindenau, von 1843 bis 1853 an der Schule in Anger und anschließend Bürgerschullehrer in Leipzig. Dort wirkte er von 1878 bis zu seinem Tod als Organist an der Johanniskirche.
Schaab war ein Schüler von Felix Mendelssohn Bartholdy und E.F. Becker und trat vor allem durch zahlreiche Transkriptionen von Orchesterwerken für Klavier und Orgel hervor. Seine Ästhetik war konservativ geprägt und orientierte sich meist eng am Original. Als Schaab 1860 die symphonische Dichtung „Orpheus“ von Franz Liszt (1854) für Orgel transkribierte, stieß dies nicht auf das Gefallen des Komponisten. Liszt und Alexander Wilhelm Gottschalg überarbeiteten daraufhin das Arrangement, ergänzten Mittelstimmen und änderten den Schluss ab, wodurch eine Neufassung entstand.

## Werke (Auswahl)

### Eigene Werke
- Robert Schaab’s zwei Tafeln der deutschen, englischen, französischen und italienischen Musikgeschichte für den Schul- und Selbstunterricht. Violet, Leipzig 1878.
- 20 leicht ausführbare Choralvorspiele op. 11. Forberb, Leipzig 1880
- 60 leicht ausführbare Choralvorspiele über die bekanntesten Kirchenmelodien zum Gebrauche beim öffentlichen Gottesdienste für Orgel op. 118 (Heft 1), 119 (Heft 2) und 121 (Heft 3). Forberb, Leipzig ca. 1910.
- Kleine Orgelstücke verschiedenen Inhalts für Präparanden-Anstalten, Seminare, Conservatorien und angehende Organisten. Kahnt, Leipzig 1880.
- Gruss an Elsass und Lothringen op. 92. Tonstück für Pianoforte von Rob. Schaab. Kahnt, Leipzig ca. 1870.

### Bearbeitungen
- Emanuel Bach: Frühlings Erwachen. Romanze für Orchester. Für Pianoforte übertragen von Robert Schaab. Siegel, Leipzig ca. 1890.
- Johann Sebastian Bach: Drei Stücke aus dem Magnificat für die Orgel übertragen von Robert Schaab. Forberg, Leipzig 1865.
- Zwei Sätze (Denn wir haben hie keine bleibende Statt / Herr, Du bist würdig) aus Johannes Brahms: Ein Deutsches Requiem für die Orgel zum Concertvortrage bearbeitet von Robert Schaab. Rieter-Biedermann, Leipzig 1884.
- Wolfgang Amadeus Mozart: Die Entführung für Klavier zu 4 Händen. Bearb. von Robert Schaab. Tonger, Köln ca. 1900.
- Robert Schumann: Klavier-Werke. Arr. von R. Schaab. Spina, Wien 1871.
- Andante aus Robert Volkmann's D-moll-Symphonie op. 44 für Violine und Pianoforte oder Harmonium eingerichtet von Robert Schaab. Heckenast, Pest ca. 1870.
- Carl Maria von Weber: Freischütz. Für Klavier zu 4 Händen bearb. von Robert Schaab. Tonger, Köln ca. 1900.
- Carl Maria von Weber: Preciosa. Für Klavier zu 4 Händen bearb. von Robert Schaab. Tonger, Köln ca. 1900.